# Zmarli w roku 2002
Lista znanych i mniej znanych osób zmarłych w 2002

## styczeń 2002
- 4 stycznia
  - Georg Ericson, szwedzki piłkarz, bramkarz, trener (ur. 1919)
  - Ada Falcón, argentyńska aktorka, tancerka, piosenkarka (ur. 1905)
  - Hilda Stevenson-Delhomme, seszelska lekarka i polityczka (ur. 1912)
  - Kazimierz Szretter (70), lekarz polski, okulista
- 8 stycznia
  - Aleksandr Prochorow, rosyjski fizyk, laureat Nagrody Nobla z fizyki w 1964
- 9 stycznia
  - Józef Olszewski, polski polityk i działacz partyjny, ambasador
- 12 stycznia
  - Cyrus Vance, amerykański polityk i dyplomata, od 1977 do 1980 Sekretarz stanu Stanów Zjednoczonych
- 13 stycznia
  - Tadeusz Dorawski, polski działacz turystyczny
- 14 stycznia
  - Zbigniew Dziewiątkowski, polski muzyk[1]
- 15 stycznia
  - Michel Poniatowski, francuski polityk, minister
- 17 stycznia
  - Camilo José Cela, hiszpański pisarz, laureat Nagrody Nobla z literatury w 1989
- 18 stycznia
  - Helena Majdaniec, polska piosenkarka[2]
- 21 stycznia
  - Max Angst, szwajcarski bobsleista
- 28 stycznia
  - Astrid Lindgren (94), szwedzka pisarka literatury dla dzieci (m.in. Pippi Långstrump)[3]

## luty 2002
- 1 lutego
  - Streamline Ewing, amerykański trębacz jazzowy
  - Hildegard Knef, niemiecka aktorka
  - Irish McCalla, amerykańska aktorka
  - Daniel Pearl, amerykański dziennikarz
- 3 lutego
  - Arnold Mostowicz, polski pisarz pochodzenia żydowskiego
- 4 lutego
  - Agatha Barbara, maltańska polityczna, prezydent Malty w latach 1982-1987
  - Wiesław Gąsiorek, tenisista polski
- 5 lutego
  - Mushtak Ali Kazi, pakistański prawnik
  - Kauko Lusenius, fiński lekkoatleta, długodystansowiec, olimpijczyk (1952)
- 6 lutego
  - Max Perutz, brytyjski biochemik i krystalograf, noblista
- 7 lutego
  - Zizinho, brazylijski piłkarz, wicemistrz świata[4]
- 9 lutego
  - Małgorzata, księżna Snowdon, siostra królowej Wielkiej Brytanii Elżbiety II
- 10 lutego
  - Traudl Junge, sekretarka Adolfa Hitlera
  - Józef Ozga-Michalski, pisarz, polityk, działacz ZSL
- 11 lutego
  - George A. Kasem, amerykański polityk, od 1959 do 1961 członek Izby Reprezentantów
- 14 lutego
  - Nándor Hidegkuti, węgierski piłkarz, wicemistrz świata z 1954
- 18 lutego
  - Albert Alin (95), francuski kierowca wyścigowy
- 21 lutego
  - A. L. Barker, brytyjski nowelista
  - Laudomia Bonanni, włoska dziennikarka
  - Harold Fürth, amerykański fizyk austriackiego pochodzenia
  - John Thaw, brytyjski aktor
  - Harold Pruett, amerykański aktor
- 22 lutego
  - Franciszek Śliwa, polski polityk ludowy
- 24 lutego
  - Stanislav Libenský, czeski artysta w szkle, pedagog (ur. 1921)
- 27 lutego
  - Spike Milligan, brytyjski aktor komediowy, pisarz i poeta

## marzec 2002
- 5 marca
  - Stanisław Jankowski (architekt), polski architekt, powstaniec warszawski
- 7 marca
  - Stanisław Siedlecki, polski geolog, taternik i polarnik (ur. 1912)
- 10 marca
  - Erik Lönnroth, historyk szwedzki, członek Akademii Szwedzkiej
- 11 marca
  - Franjo Kuharić, kardynał chorwacki, były arcybiskup Zagrzebia
- 12 marca
  - Louis-Marie Billé, kardynał francuski, arcybiskup Lyonu
  - Eugeniusz Zadrzyński, polski polityk, inż. elektryk, kierownik resortu energetyki
- 13 marca
  - Hubert Wagner, polski trener siatkarski[5]
- 14 marca
  - Zofia Klimonda, polska archeolożka, antykwariuszka i działaczka antykomunistyczna (ur. 1937)[6][7]
- 25 marca
  - Jan Wiktor Nowak, biskup siedlecki
- 27 marca
  - Dudley Moore, brytyjski aktor komediowy
  - Billy Wilder, amerykański reżyser i scenarzysta filmowy pochodzenia austriackiego
- 30 marca
  - Elżbieta (królowa matka), królowa brytyjska, znana jako królowa-matka

## kwiecień 2002
- 1 kwietnia
  - Simo Häyhä, fiński najlepszy strzelec wyborowy (ur. 1905)
- 2 kwietnia
  - Arie Lejb Lerner, polski działacz społeczności żydowskiej, orędownik zbliżenia polsko-żydowskiego
- 5 kwietnia
  - Layne Staley, amerykański muzyk rockowy, wokalista zespołu Alice in Chains (data dzienna prawdopodobna)
- 7 kwietnia
  - John Agar, amerykański aktor filmowy
- 10 kwietnia
  - Yuji Hyakutake, japoński astronom amator, odkrywca komety noszącej jego imię
- 15 kwietnia
  - Szymon Kobyliński, polski rysownik, karykaturzysta i komentator polityczny
- 16 kwietnia
  - Janusz Kasperczak, polski bokser
- 18 kwietnia
  - Thor Heyerdahl, norweski badacz i podróżnik, zasłynął przepłynięciem Pacyfiku na tratwie w 1947
- 22 kwietnia
  - Soja Jovanović, jugosłowiańska i serbska reżyserka filmowa i teatralna
- 25 kwietnia
  - Lisa Lopes, znana jako Left Eye, piosenkarka Pop i R&B. Zginęła tragicznie w wypadku samochodowym.
- 28 kwietnia
  - Gordon Willey, amerykański archeolog

## maj 2002
- 1 maja
  - Henryk Hadasik (73), polski kolarz szosowy i górski
- 3 maja
  - Marek Dziekoński, architekt polski
- 6 maja
  - Kazimierz Albin Dobrowolski, biolog, b. rektor Uniwersytetu Warszawskiego
  - Bronisław Pawlik, polski aktor teatralny i filmowy[8]
  - Pim Fortuyn, polityk holenderski, zamordowany
- 13 maja
  - Walery Łobanowski, ukraiński piłkarz i trener piłkarski[9]
- 16 maja
  - Janusz Gerlecki (52), polski bokser
- 17 maja
  - Ladislao Kubala (74), węgierski piłkarz i trener piłkarski[10]
- 19 maja
  - John Gorton, australijski polityk, w latach 1968 – 1971 premier
- 20 maja
  - Stephen Jay Gould, biolog amerykański
- 22 maja
  - Władysław Majewski, profesor z zakresu telekomunikacji, b. minister łączności
  - Alexandru Todea, kardynał rumuński
- 25 maja
  - Michel Jobert, francuski prawnik, polityk, minister
  - Nathan Mantel, amerykański statystyk
- 28 maja
  - Edward Wende, polski prawnik i polityk
- 29 maja
  - Hanna Jędrzejewska, (96), lekkoatletka, chemiczka i konserwatorka zabytków
- 31 maja
  - Jeremy Bray, brytyjski polityk, deputowany Izby Gmin (1962-1970, 1974-1997)[11]

## czerwiec 2002
- 1 czerwca
  - Tadeusz Wrzaszczyk, polski inżynier, polityk, minister, wicepremier
- 3 czerwca
  - sir Charles Antrobus, gubernator generalny Saint Vincent i Grenadynów
- 4 czerwca
  - Fernando Belaúnde Terry, były prezydent Peru
  - Jacek Żemantowski, polski dziennikarz i komentator sportowy[12]
- 5 czerwca
  - Dee Dee Ramone, amerykański muzyk, założyciel grupy punkrockowej Ramones
- 6 czerwca
  - Włodzimierz Kunz, artysta malarz, grafik, profesor i rektor krakowskiej ASP
- 9 czerwca
  - Lidia Ciołkoszowa (100), polska działaczka socjalistyczna, publicystka[13]
  - Aleksandr Własow, polityk radziecki, premier Rosyjskiej FSRR
- 13 czerwca
  - Ralph Shapey, amerykański kompozytor i dyrygent
- 20 czerwca
  - Martinus Osendarp, holenderski lekkoatleta
- 21 czerwca
  - Marian Dziurowicz, polski sędzia piłkarski, prezes PZPN w latach 1995–1999[14]
- 26 czerwca
  - Henry J. Latham, amerykański polityk, członek Izby Reprezentantów (1945–1958)[15]
- 28 czerwca
  - Władysław Grotyński, polski piłkarz, reprezentant Polski w piłce nożnej[16]
  - Joanna Pollakówna, polska poetka, historyk sztuki
- 29 czerwca
  - Rosemary Clooney, amerykańska piosenkarka i aktorka
  - Jan Tomasz Zamoyski, polski ziemianin, polityk, kawaler Orderu Orła Białego[17][18]

## lipiec 2002
- 3 lipca
  - Łucja Prus (60), polska piosenkarka[19]
- 5 lipca
  - Zdzisław Mrożewski (93), polski aktor filmowy[20]
- 9 lipca
  - Rod Steiger, aktor amerykański
- 11 lipca
  - Stanisław Walczak, prawnik, b. minister sprawiedliwości
- 14 lipca
  - Joaquin Balaguer, polityk dominikański, prezydent Dominikany
- 15 lipca
  - Vincent Trần Ngọc Thụ (84), wietnamski duchowny katolicki, drugi osobisty sekretarz papieża Jana Pawła II w latach 1988-1996[21]
- 17 lipca
  - Joseph Luns, polityk holenderski, b. sekretarz generalny NATO
- 18 lipca
  - Benedykt Nocoń (28), polski piłkarz
- 20 lipca
  - Stanisław Russocki, historyk, profesor Uniwersytetu Warszawskiego
- 23 lipca
  - Robert Ivan Nichols, amerykański złodziej tożsamości (ur. 1926)
- 24 lipca
  - Pierre Werner, polityk luksemburski, premier w latach 1959-1974 i 1979-1984
- 25 lipca
  - Johannes Joachim Degenhardt, kardynał niemiecki, arcybiskup Paderborn
- 28 lipca
  - Kazimierz Ostrowicz (81), polski aktor[22]

## sierpień 2002
- 3 sierpnia
  - Carmen Silvera, aktorka brytyjska, znana z serialu Allo! Allo![23]
- 6 sierpnia
  - Edsger Wybe Dijkstra, holenderski naukowiec, pionier informatyki
  - Jean Sauvagnargues, francuski polityk, dyplomata, minister
- 10 sierpnia
  - Czesław Łuczak, historyk polski, były rektor Uniwersytetu im. Adama Mickiewicza w Poznaniu
- 14 sierpnia
  - Larry Rivers, amerykański malarz, rzeźbiarz, saksofonista jazzowy
- 15 sierpnia
  - Alberto Bertuccelli (78), włoski piłkarz, reprezentant Włoch
- 17 sierpnia
  - Edward Dziewoński, polski aktor teatralny i filmowy, członek słynnego Kabaretu Dudek[24]
- 19 sierpnia
  - Marek Kotański, polski działacz społeczny, twórca Monaru[25]
  - Jerzy Mroczkowski, polski pływak
- 21 sierpnia
  - Anna Bursche-Lindnerowa, polska łyżwiarka figurowa, łączniczka Armii Krajowej
- 24 sierpnia
  - Aleksander Lewin, polski pedagog, teoretyk i metodyk wychowania
- 25 sierpnia
  - Karolina Lanckorońska, uczona polska, historyk i historyk sztuki
- 28 sierpnia
  - Bogdan Baer, polski aktor
  - Rudolf Schnackenburg, niemiecki duchowny katolicki, biblista
- 31 sierpnia
  - Lionel Hampton, amerykański wibrafonista jazzowy

## wrzesień 2002
- 2 września
  - Ola Gert Aanjesen, norweski lotnik,  skoczek narciarski, as myśliwski okresu II wojny światowej
- 7 września
  - Kazimierz Buchała, polski prawnik, pracownik naukowy Uniwersytetu Jagiellońskiego w Krakowie, profesor nauk prawnych
  - Katrin Cartlidge, brytyjska aktorka filmowa i teatralna
  - Uziel Gal, izraelski inżynier, konstruktor pistoletu maszynowego Uzi
- 8 września
  - Georges-André Chevallaz, polityk szwajcarski
  - Lucas Moreira Neves, kardynał brazylijski, wysoki urzędnik Kurii Rzymskiej
- 9 września
  - Witold Armon (78), polski etnolog
- 11 września
  - Eugeniusz Dutkiewicz, ksiądz pallotyn, jeden z prekursorów ruchu hospicyjnego w Polsce
- 16 września
  - François Xavier Nguyễn Văn Thuận, kardynał wietnamski
- 17 września
  - Edward Kocząb, polski hokeista
- 18 września
  - Barbara Winiarska, polska aktorka
- 19 września
  - Halina Nieć, działaczka praw człowieka
- 21 września
  - Henry Pybus Bell-Irving, kanadyjski działacz państwowy
- 22 września
  - Zdzisław Leśniak, polski aktor
  - Julio Pérez, urugwajski piłkarz
- 23 września
  - John Baptist Wu Cheng-chung, chiński duchowny katolicki, kardynał, arcybiskup Hongkongu

## październik 2002
- 1 października
  - Walter Annenberg, amerykański publicysta, filantrop
  - Ilie Ceaușescu, rumuński wojskowy, polityk komunistyczny
  - Consuelo Salgar de Montejo, kolumbijski polityk
- 2 października
  - Ryszard Dyja, dziennikarz, komentator sportowy
- 3 października
  - Cliff Durandt,  południowoafrykański piłkarz
  - Bruce Paltrow, amerykański reżyser filmowy i telewizyjny
  - John Weitz, amerykański projektant mody, historyk
- 10 października
  - Teresa Graves, amerykańska aktorka, piosenkarka
- 17 października
  - Alina Pienkowska (50), polska działaczka związkowa, senator RP, honorowa obywatelka Gdańska
- 19 października
  - Nikołaj Rukawisznikow, kosmonauta radziecki
- 25 października
  - Richard Harris, aktor irlandzki
  - René Thom, francuski matematyk
  - Lech Borski, polski prozaik i publicysta
- 29 października
  - Marina Berti (78), włoska aktorka

## listopad 2002
- 2 listopada
  - Ludwik Barszczewski, polski koszykarz
- 3 listopada
  - Ulrika Babiaková (26), słowacka astronomka
- 12 listopada
  - Lester Holtzman, amerykański polityk, członek Izby Reprezentantów (1953–1961)[26]
- 16 listopada
  - Paweł Bielec, polski fotograf
- 17 listopada
  - Abba Eban, polityk i dyplomata izraelski
- 18 listopada
  - James Coburn, aktor amerykański
- 22 listopada
  - Rafał Gan-Ganowicz, polski najemnik, dziennikarz, korespondent Rozgłośni Polskiej Radia Wolna Europa – ps. „Jerzy Rawicz”
- 23 listopada
  - Anna Lechicka-Kuśniewicz, polska publicystka i satyryk
- 26 listopada
  - Ryszard Majdański, polski bokser
- 29 listopada
  - Kazimierz Secomski, ekonomista, profesor, b. wicepremier

## grudzień 2002
- 6 grudnia
  - Jerzy Adamski, bokser polski, wicemistrz olimpijski, mistrz Europy
- 12 grudnia
  - Brad Dexter, amerykański aktor, jeden z Siedmiu wspaniałych
- 18 grudnia
  - Jan Łomnicki, polski reżyser, brat Tadeusza Łomnickiego[27]
- 22 grudnia
  - Joe Strummer, muzyk brytyjski, członek punkrockowej grupy The Clash
- 24 grudnia
  - Miguel Busquets, piłkarz chilijski grający podczas kariery na pozycji pomocnika
- 30 grudnia
  - Witold Maciaszczyk, polski lekkoatleta
- 31 grudnia
  - Kazimierz Dejmek (78), polski reżyser, aktor, dyrektor teatrów, minister kultury i sztuki w latach 1993–1996